# Pakosze (gromada)
Pakosze – dawna gromada, czyli najmniejsza jednostka podziału terytorialnego Polskiej Rzeczypospolitej Ludowej w latach 1954–1972.
Gromady, z gromadzkimi radami narodowymi (GRN) jako organami władzy najniższego stopnia na wsi, funkcjonowały od reformy reorganizującej administrację wiejską przeprowadzonej jesienią 1954 do momentu ich zniesienia z dniem 1 stycznia 1973, tym samym wypierając organizację gminną w latach 1954–1972.
Gromadę Pakosze z siedzibą GRN w Pakoszach utworzono – jako jedną z 8759 gromad na obszarze Polski – w powiecie braniewskim w woj. olsztyńskim na mocy uchwały nr 11 WRN w Olsztynie z dnia 4 października 1954. W skład jednostki weszły obszary dotychczasowych gromad Długobór, Podlechy, Pakosze i Wyrębiska, ponadto miejscowość Wysoka Braniewska z dotychczasowej gromady Tolkowiec, miejscowość Kierpajny Małe z dotychczasowej gromady Wojnity, miejscowość Robuzy z dotychczasowej gromady Robuzy oraz miejscowości Lubień, Łozy, Stygajny i Wołki z dotychczasowej gromady Łozy, ze zniesionej gminy Płoskinia w tymże powiecie. Dla gromady ustalono 14 członków gromadzkiej rady narodowej.
Gromadę zniesiono 1 stycznia 1960, a jej obszar włączono do gromad Pieniężno (wieś Pakosze, Wyrębiska i Kierpajny Małe, osadę Brzostki oraz PGR Pakosze) i Płoskinia (wsie Długobór, Podlechy, Strubno i Łozy, osadę Wysoka Braniewska oraz PGR-y Długobór, Podlechy, Strubno i Wysoka Braniewska) w tymże powiecie.